# Ферв'ю (Джорджія)
Ферв'ю (англ. Fairview) — переписна місцевість (CDP) в США, в окрузі Вокер штату Джорджія. Населення — 6409 осіб (2020).

## Географія
Ферв'ю розташований за координатами 34°55′46″ пн. ш. 85°17′39″ зх. д. / 34.92944° пн. ш. 85.29417° зх. д. (34.929567, -85.294086).  За даними Бюро перепису населення США в 2010 році переписна місцевість мала площу 19,44 км², уся площа — суходіл.

## Демографія
Згідно з переписом 2010 року, у переписній місцевості мешкало 6769 осіб у 2710 домогосподарствах у складі 1910 родин. Густота населення становила 348 осіб/км².  Було 3050 помешкань (157/км²).
Расовий склад населення:
| - 92,8 % — білих - 3,9 % — чорних або афроамериканців - 0,5 % — азіатів - 0,3 % — корінних американців |

До двох чи більше рас належало 2,1 %. Частка іспаномовних становила 1,3 % від усіх жителів.
За віковим діапазоном населення розподілялося таким чином: 22,8 % — особи молодші 18 років, 61,6 % — особи у віці 18—64 років, 15,6 % — особи у віці 65 років та старші. Медіана віку мешканця становила 40,1 року. На 100 осіб жіночої статі у переписній місцевості припадало 94,1 чоловіків;  на 100 жінок у віці від 18 років та старших — 91,8 чоловіків також старших 18 років.
Середній дохід на одне домашнє господарство  становив 42 829 доларів США (медіана — 32 394), а середній дохід на одну сім'ю — 50 885 доларів (медіана — 43 934). Медіана доходів становила 40 551 долар для чоловіків та 25 269 доларів для жінок. За межею бідності перебувало 19,0 % осіб, у тому числі 22,9 % дітей у віці до 18 років та 4,0 % осіб у віці 65 років та старших.
Цивільне працевлаштоване населення становило 3284 особи. Основні галузі зайнятості: науковці, спеціалісти, менеджери — 15,3 %, мистецтво, розваги та відпочинок — 13,5 %, роздрібна торгівля — 12,9 %, освіта, охорона здоров'я та соціальна допомога — 12,5 %.